# Uppsala Studenters Filmstudio
Uppsala Studenters Filmstudio är en filmklubb för studenter vid Uppsala universitet. Föreningen grundades 1929, en av de tre första i sitt slag i Sverige. 
Mellan 1934 och 1936 låg verksamheten i träda på grund av brist på filmer, men har sedan fortsatt fram till idag. 